# Czahar Tagh
Czahar Tagh – wieś w Iranie, w ostanie Azerbejdżan Zachodni, w szahrestanie Takab. W 2006 roku liczyła 504 mieszkańców.